# Pyhrahofsiedlung
Pyhrahofsiedlung ist eine Siedlung in der Katastralgemeinde Unterthumeritz der Gemeinde Japons im Bezirk Horn in Niederösterreich.
Die Siedlung besteht aus einigen Waldviertler Dreiseithöfen, die sich beiderseits der Landesstraße L174 befinden. In der Siedlung fanden Aussiedler aus dem Raum Döllersheim eine neue Heimat.